# Zhang Li (esgrimidora)
Zhang Li (en chino: 张莉; 29 de noviembre de 1981) es una deportista china que compitió en esgrima, especialista en la modalidad de espada.
Ganó dos medallas en el Campeonato Mundial de Esgrima, oro en 2006 y plata en 2008. Participó en los Juegos Olímpicos de Atenas 2004, ocupando el sexto lugar en las pruebas individual y por equipos.

## Palmarés internacional
| Campeonato Mundial | Campeonato Mundial | Campeonato Mundial | Campeonato Mundial |
| Año                | Lugar              | Medalla            | Prueba             |
| ------------------ | ------------------ | ------------------ | ------------------ |
| 2006               | Turín (Italia)     | Medalla de oro     | Espada por equipos |
| 2008               | Pekín (China)      | Medalla de plata   | Espada por equipos |